# Убиство Тијане Јурић
Тијана Јурић (Суботица, 4. мај 1999 — Бајмок, 26. јул 2014) била је петнаестогодишња девојчица из Суботице која је отета и убијена у ноћи између 25. и 26. јула 2014. године у близини села Бајмока. Последњи пут је виђена 25 минута после поноћи, недалеко од Спортског центра „Рата“ у Бајмоку, док јој је тело пронађено дванаест дана касније, 7. августа, на запуштеном сметлишту у насељу Чонопља у општини Сомбор. За убиство је осуђен Драган Ђурић који је добио 40 година затвора.

## Нестанак
Тијана је нестала у ноћи између 25. и 26. јула 2014. године у близини војвођанског села Бајмока. Петнаестогодишњакиња се тај дан, у петак, 25. јула, око четири сата поподне (16.00) вратила са мора, на којем је била заједно са друштвом (конкретно у Буљарицама, у организацији школе). Исто вече је возом отишла у Бајмок, како би се, након мора, срела са другарима. На себи је имала белу мајицу, светле фармерке и беле „старке“. У Бајмоку јој иначе живе баба и деда са мајчине стране.
Стигавши у село из родне Суботице, јавила се мајци. Отишла је на турнир у малом фудбалу „Стеван Витковић Риба“, који се одржава једном годишње у бајмочком засеоку Рата. Цело вече провела је са пријатељима. Око поноћи је кренула кући, у друштву једне девојчице и дечака. На сред пута, одлучила је да крене назад ка Рати, како би једном другу вратила дуксерицу коју је исто вече позајмила (иако је имала свој џемпер). Другар, у чијем друштву је била, предложио је да то уради уместо ње, али је Тијана одбила његов предлог. Растали су се код бифеа „Полет“ (свега двеста метара од бакине куће), а Јурићева је кренула натраг, ка Спортском центру „Рата“.
Према реконструкцији коју је представио њен отац Игор Јурић, Тијана је, враћајући се сама истим путем, ишла Улицом ЈНА. На углу улица Три истарске жртве и Његошеве срела је другаре око пола сата после поноћи (00.25). На питање куда се упутила, одговорила је да иде да врати позајмљен дукс. Наставила је улицом Три истарске жртве, прешла пругу и кренула земљаним путем који води до спортског терена на којем ју је чекао друг чију је дуксерицу позајмила. Како дуго није дошла, друг са терена кренуо јој је у сусрет. Тијане, међутим, није било, а на земљаном путу, стотинак метара даље, налазила се њена бела патика марке „конверс“ (популарно „старке“).
Процењено је да је од тренутка када је последњи пут виђена до момента када је пронађена њена патика прошло највише седам минута. Иначе, Тијана је нешто раније као вуковац (носилац дипломе „Вук Стефановић Караџић“, ученик који је на крају сваке школске године имао закључене све највише оцене) завршила Основну школу „Иван Горан Ковачић“ у Суботици. Уписала је средњу музичку школу, смер виолончело и етномузикологија. На пријемном испиту, неопходном за упис у овај тип средње школе, остварила је максималан број бодова. Основну музичку школу похађала је десет година, током којих је освојила шест награда на међународним и републичким такмичењима из ове области. Поред свирања, Јурићева је била талентована и за певање, то јест уопштено за музику. Летњи распуст проводила је код бабе и деде у Бајмоку. Поред оца Игора, породицу Јурић сачињава и девојчина мајка Мирјана, као и старија сестра Сашка.

## Потрага и истрага
Исте ноћи (26. јул), Тијану је другарица звала на мобилни у 00.50, а у 00.57 јој послала поруку на Фејсбуку. Позивали су је и остали другари, али одговора није било. Према њиховом сведочењу, звоно на телефону било јој је искључено, а два сата касније искључио се и сам телефон, вероватно зато што се батерија испразнила. Већ у један сат у ноћ, деца и други становници Бајмока почели су да траже Тијану по улицама, њивама и засеоцима. Полиција се у потрагу укључила у 1.30. Убрзо се укључила и жандармерија — испумпана је вода из канала поред земљаног пута, хеликоптером се надлетао атар села, а доведени су и пси трагачи. Претражено је цело село.
Наредног дана (27. јул), Тијанин отац Игор Јурић вратио се из Белгије, где ради као голмански тренер. Поред беле патике, на земљаном путу пронађен је и вештачки нокат. Претпоставка је била да је петнаестогодишњакињу неко насилно угурао у ауто, а да су патика и нокат спали док се она отимала. Касније су на нокту откривени отисци, за које је утврђено да припадају особама блиским Тијани, те немају везе са њеним нестанком. Родитељи су од пријатеља сазнали да се Тијана није упознала ни са ким на мору. Полиција је испитала и све учеснике турнира који је девојчица на дан отмице гледала, као и друге особе које су могле бити умешане у нестанак. Проверени су регистровани локални педофили, којих је, према сазнањима које је отац Игор добио од полиције, у Бајмоку у то време било тројица, као и девојчицин Фејсбук профил. Потврђено је и да Тијана није имала дечка.
У понедељак (28. јул) лоциран је сигнал Тијаниног мобилног телефона два километра од Мађарске. Дан касније (29. јул) у истрагу је укључена мађарска полиција, али и међународне полиције Европол и Интерпол. Према другој, „нестала особа има младеж на десној страни изнад усне и једва видљив ожиљак на бради, као и хируршки ожиљак на доњем делу стомака.” У среду (30. јул) појавиле су се индиције да је особа која личи на Тијану виђена у Мађарској. Становници Бајмока посумњали су да је Јурићева можда жртва трговаца људима.
Наредни дан (31. јул) обележила је неслана шала малолетног лица из Зрењанина, које је на Фејсбуку основало групу Тијана Јурић – Како доћи до ње?. На страници је на неколико језика исписана порука у којој се у замену за Тијану тражи милион динара, те да ће „отмичари“, уколико новац не легне на жиро рачун написан у продужетку, девојчицу кроз седам дана почети да муче. Међутим, страница је убрзо угашена, а оснивач се извинио, наводећи притом да је свим срцем уз Тијану, те да је само желео медијску пажњу. Министар унутрашњих послова Небојша Стефановић изјавио је да ће малолетник одговарати због узнемиравања јавности. Што се тиче насумично исписаног жиро рачуна, откривено је да он припада власнику ресторана брзе хране „Роштиљ код Факе“ из Сјенице.
Петак (1. август) и субота (2. август) протекли су без већих открића, упркос интензивној полицијској истрази. Новинари извештавају да ретко ко пролази улицама Бајмока, у којем је Тијана нестала. Дрвеће и локали облепљени су плакатима са девојчиним ликом. Министар Стефановић изјавио је да су неразјашњени мотиви нестанка, због чега полиција испитује све могуће везе, као и шта се дешавало претходних дана. Ни следећег дана (3. август) није дошло до значајног помака, сем што је објављено писмо које су Тијанини другари послали државном врху Републике Србије. У понедељак (4. август) и даље нису саопштени нови детаљи истраге, али је министар унутрашњих послова Републике Србије Небојша Стефановић потврдио да се истрага из дана у дан појачава.
Једанаестог дана потраге (5. август), директор српске полиције Милорад Вељовић нагласио је да је случај нестанка петнаестогодишње Тијане Јурић „приоритет над свим приоритетима“. Испитано је откриће да у, иначе савремено опремљеном возу којим је Тијана стигла у Бајмок, баш 25. јула нису радиле камере, а у истрагу је укључена Служба за високотехнолошки криминал. Вељовић је додао да се истрага води у неколико праваца, као и да се предузимају све мере, те да постоје трагови који дају назнаке да ће случај ускоро бити решен. Наредног дана (6. август), у потрагу се укључио и „Амбер алерт“ (енгл. AMBER Alert), међународни систем посвећен деци несталој у Европи. У исти мах разматрана је и могућност да је Тијана отета због дугова њеног оца или несугласица у породици, па чак и да су је отели азиланти или верска секта, будући да је Бајмок погранично место, као и да је могуће да је праћена још од Суботице. Ове могућности касније су одбачене — наводни дуг отац Игор исплатио је чак пет година раније.

## Откриће убиства
Касно у ноћ тринаестог дана потраге (7. август), око пола један, из врха српске полиције објављено је да је ухапшен отмичар Тијане Јурић. Вест је проширена око пола два са податком да је петнаестогодишњакиња убијена. Њено тело пронађено је у близини Сомбора, на импровизованом сметлишту које се налази уз локални пут који води од насеља Светозар Милетић према Чонопљи, што је 23 километра од места на којем је отета у Бајмоку. Овом приликом откривен је податак да је убијена исте ноћи када је и отета (између 25. и 26. јула). У Бајмок су се хитно упутили министар унутрашњих послова Небојша Стефановић и директор полиције Милорад Вељовић.
Као убица Јурићеве означен је тридесетчетворогодишњи месар Драган Ђурић из београдског насеља Сурчина. На конференцији за новинаре, заказаној за 10.00 (7. август), министар Стефановић потврдио је да је Ђурић ухапшен у поподневним часовима претходног дана, као и да је осумњичени признао да је починио злочин, те да је полицију одвео до места на којем је покопао жртву. Према речима министра: „[Приликом привођења] он се налазио у својој месари у Сурчину, потпуно мирно је секао месо и понашао се као да се ништа није догодило. Потпуно одсуство било каквог кајања, потпуно одсуство било каквог људског понашања.” Мада је месар испрва порицао отмицу, након што је пао на полиграфском тестирању („детектор лажи“) одлучио је да органима реда призна и детаљно опише злочин.
Према остатку Стефановићеве приче, Ђурић је Тијану у Бајмоку ударио својим возилом. Након што је девојка почела да запомаже, ухватио ју је за врат, ударао, а потом убацио у аутомобил, одвезао у атар и убио. У аутомобилу је са ње скинуо одећу, а тело одвезао десетак километара од Сомбора, где га је и закопао. Најављена је обдукција, која би показала да ли је девојчица силована. Како Ђурић није од раније познавао Тијану, нити је било икакве међусобне комуникације, за прилике конференције за штампу није утврђено да ли је убиство припремано или није, односно да ли постоји мотив злочина. Додуше, осумњичени је тврдио да је Тијанино тело покрио „неком земљом коју је имао у гепеку”, али је министар напоменуо да се она не може довести у везу са евентуалним планирањем убиства.
Што се тиче осумњиченог, у вези са њим је у наредним сатима откривено да је запослен у сурчинској месари „Амбар“, у којој је радио на преради меса од априла 2012. Према сведочењу Војице Јаношевића, власника ове радње, Ђурић је у време Тијаниног убиства био на одмору. Дана 25. јула био је у Бајмоку у посети рођацима. Пре сусрета са Тијаном попио је неколико пића. Када се вратио на посао, нико није приметио ништа чудно, јер је слабо причао са колегама. Необичну ћутљивост приметила је и Драганова мајка Макивија. Мештани насеља Алекса Шантић, у којем је Ђурић са мајком, оцем и сестром живео од рођења, али се седам година раније одселио у Сурчин, додали су да је неколико сати пре одласка у Бајмок осумњичени свратио на кафу код пријатеља. У Сомбор се вратио 2. августа, како би присуствовао сеоској слави у Гакову. У оба наврата није им деловао необично.
Тринаестог дана од нестанка, а првог од открића убиства (8. август), објављено је још детаља о случају. Наиме, Ђурић је, у једној од најобимнијих потрага у историји српске полиције, откривен системом елиминације. Мештани Бајмока су отежали истрагу, тако што су потенцијалне доказе газили и премештали приликом тражења Тијане, али је, на основу базних станица мобилне телефоније, утврђено да је Драган критичне ноћи био на месту отмице. Посматран је од уторка, 5. августа, али се понашао сасвим обично, док је веза између њих двоје била непостојећа. Приведен је у намери да открије где држи девојку, али је након полиграфског теста признао да ју је убио.
Мишљење полиције је да Јурићева ипак није ударена аутомобилом, јер на возилу нема оштећења, већ да ју је Драган намерно напао, пре чега је зауставио возило. Како се девојчица опирала, јако ју је ударао и онесвешћену ставио на задње седиште. На путу до насеља Алекса Шантић, Тијана се пробудила и одмах покушала да изађе. Због тога је Ђурић скренуо са пута, а петнаестогодишњакињи кренуо да кида одећу и да је сексуално злоставља руком. Међутим, изнервирало га је што је запомагала, па ју је удавио дуксерицом коју у ноћи убиства намеравала да врати другу, а коју је носила завезану око струка. Тијанино наго тело затим је ставио на задње седиште свог „голфа 3“, а, на пола пута ка Сомбору, пребацио га је у гепек. Током дана (26. јул), оставио га је у напуштеном објекту недалеко од коловоза, прекривши га картонима. Купио је торбу и ашов, које је током ноћи искористио за преношење тела на оближње импровизовано сметлиште у Чонопљи, па га прекрио хумусом намењеним мајци за цвеће. Након овога се вратио у Сомбор, где је по контејнерима побацао делове Тијанине одеће. Упутио се код сестре у село Клек код Зрењанина, а током вожње девојчицин телефон избацио кроз прозор. У наредним данима, мобилни је лоциран и, заједно са црвеним „голфом“ (у коме су, према извору из полиције, нађени голим оком видљиви трагови крви, иако је прошло неко време од злочина), послат на вештачење. Ашов, међутим, није пронађен. Обдукција није пружила коначне закључке, услед лошег стања у коме се тело, десетак дана закопано, налазило.

## Последице
Стефановић је закључио да је „полиција показала највећи ниво професионализма и уз буквално непостојеће доказе на почетку истраге успела да пронађе починиоца.” Убица је, иначе, одраније познат полицији због ситних крађа и преступа. Министар правде Републике Србије Никола Селаковић прокоментарисао је догађај са законске тачке гледишта. Констатујући да се за оваква кривична дела раније изрицала смртна казна, али да је она укинута десетак година раније (26. фебруара 2002), изјавио је да починиоцу прети максимална казна затвора до 40 година.
Убрзо је на Фејсбуку основана група Смртна казна за убицу Тијане Јурић, која је за десетак сати прикупила више од 50.000 фанова, док је наредног дана, 8. августа, бројала и три пута више чланова. Према изјави администратора ове групе, „циљ странице јесте да се уведу строже казне за недела над малолетницима.” Са истим циљем засноване су и друге групе. У онлајн анкети у изради уредништва Блица, на питање „Да ли сте за увођење смртне казне у Србији?” преко 80% гласача одговорило је са „да”. Подршка Тијани упућивана је у са других друштвених мрежа, попут Твитера. Стручна јавност и адвокати, међутим, новинарима су напоменули да увођење овакве казне није могуће, јер она није у складу са Уставом Србије („Људски живот је неприкосновен. У Републици Србији нема смртне казне.“), али и Европском повељом о људским правима, потписаном приликом ступања у Савет Европе.
Додуше, поменута је и могућност позивања на lex specialis, односно посебан закон који би се применио само у овом конкретном случају, те био јачи од постојећег кривичног законика према коме је максимална казна четрдесет година затвора. Последњи пут је оваква доктрина у Србији примењена 1997. године, за решавање политичког питања. Вест о Тијанином убиству објављена је и у остатку света, а велики број људи и ван друштвених мрежа затражио је смртну казну за починиоца. Још раније су плакати са сликом Јурићеве лепљени у преко двадесет европских држава, а њена фотографија појавила се на интернет страницама у преко тридесет земаља. Одмах по објави идентитета осумњиченог, Фејсбук профил Драгана Ђурића обиловао је претњама и коментарима о убиству.
Сем што је покренуло дебату о поновном увођењу смртне казне у законски систем Републике Србије, убиство Тијане Јурић скренуло је пажњу и на неетичко извештавање новинара о овом и сличним случајевима. Наиме, отац убијене, Игор Јурић, изјавио је да су неки новинари били много сурови у извештавању о овој несрећи. Уцењивали су га да им да изјаву, те да у супротном неће објавити Тијанину фотографију. Критици се придружило и Удружење новинара Србије (УНС), које је напоменуло да се многи уредници и новинари не придржавају етичких норми и кодекса, што је поготову неопходно када извештавају о трагичним догађајима који погађају не само појединце и њихове породице, већ и целу заједницу. Сличан протест изразило је и Независно удружење новинара Србије (НУНС).
Према појединим мишљењима, у медијском извештавању постоје елементи због којих могу бити покренути судски процеси (тужбе); на првом месту изношење поверљивих података из истраге (често експлицитних и непроверених детаља самог нестанка и убиства), а затим и разне спекулације (породични односи и дугови оца Игора) и кршење претпоставке невиности (новинари су осумњиченог називали „монструмом“ и сличним квалификацијама пре доношења правоснажне пресуде). Критика је упућена многим сензационалистичким насловима, као и коментарима читалаца, који би се, према критичарима, могли оценити као садистички. Као несмотрена означена је и изјава министра Стефановића, који је на конференцији за новинаре поводом открића убиства (7. август) рекао да му је жао што је укинута смртна казна и да друштво можда није спремно за прихватање те тековине Европске уније.
Случај Тијане Јурић подсетио је српску јавност и на друге сличне, али нерасветљене случајеве. Један од њих је и убиство шеснаестогодишње Милице Барашанин, која је 7. октобра 2010. нађена мртва свега педесет метара од своје куће на периферији Суботице. Према изјави министра унутрашњих послова Небојше Стефановића из августа 2014. године: „Нешто је полицијски расветљено, али постоје поједини проблеми у прикупљању потребних доказа.” У вечери убиства, Милица се сама враћала кући путем којим је често ишла. Један од осумњичених био је и њен дечко, који је на испитивању изјавио да му је девојка десетак дана раније испричала како ју је на истом месту пресрео непознати мушкарац у црном „аудију“, притом јој рекавши да мора бити његова.
У родној јој Суботици, петак, 8. август, проглашен је за дан жалости поводом Тијанине смрти. Истог дана у 17 часова одржана је и сахрана на православном гробљу у Дудовој шуми, делу Суботице. Сат раније служено је опело у цркви Светог Вазнесења Господњег. За вече (око 19 часова) девојчини другови су организовали паљење свећа код Зелене фонтане, у знак сећања на изгубљени живот. За све Бајмочане обезбеђен је бесплатан превоз. За оне који нису отишли у Суботицу, паљење свећа организовано је у исто време и на центру села Бајмока. Уз неколико хиљада Суботичана, сахрани су присуствовали и директор полиције Милорад Вељовић, представници суботичке полиције и градске локалне власти. На почетку колоне која је пратила ковчег од цркве до гробља, било је око 200 пријатеља с букетима цвећа, које су предводили најбоље пријатељице и два дечака који су је последњи видели.

## Наставак истраге
У једном од каснијих оглашавања Тијаниног оца за медије, Игор Јурић је закључио да је породица у данима око нестанка „пролазила кроз све и свашта”, као и да ће његов живот убудуће бити мисија да се бори да се сличне ствари више ником не дешавају. У ноћи између 8. и 9. августа, осумњичени Драган Ђурић саслушан је у Вишем јавном тужилаштву у Суботици. Послат је код судије Вишег суда из истог града, који му је одредио тридесетодневни притвор, након чега је, до даљег, смештен у притворску јединицу Окружног затвора у Суботици. У уторак, 12. августа, Ђурићев бранилац Драган Милеуснић, који му је додељен по службеној дужности, уложио је жалбу на одлуку судије о притвору, али је она, услед истраге која се против осумњиченог води за тешко убиство у стицају са кривичним делом силовање, опасности од бекства и узнемиравања јавности (четири основа), одбијена. Откривено је да се Драган у притвору налази у вишекреветној соби, али сам и изолован од других притвореника. Законски рок за трајање истраге је шест месеци, током којих се притвор може продуживати за још по месец дана.
У наредним данима (15. август надаље), Ђурић је уместо Милеуснића ангажовао београдског правника Виктора Гостиљца, познатог по својим ранијим заступањима. У исти мах је разматрана будућа организација бајмочког турнира, на којем је Тијана била у ноћи отмице и убиства, јер је откривено неколико пропуста: организатори нису добили употребну дозволу, нити су унајмили обезбеђење или поставили санитарне чворове, а није поштована ни забрана точења алкохола, обавезна на оваквим спортским дешавањима. Родитељи девојчице предложили су увођење „Тијаниног закона“, заправо измене Закона о полицији, који би омогућио да се у потрагу за несталом децом крене одмах по пријави нестанка. Важећи закон, пак, прописује рок од 48 сати пре почетка потраге. Осумњичени је послат на неуропсихијатријско вештачење, како би се утврдило да ли је за време злочина био урачунљив.
Крајем августа, угашена је Фејсбук група Смртна казна за убицу Тијане Јурић, након што је њен садржај замењен текстовима о астрологији и нумерологији.

## Наслеђе
Крајем септембра, осликан је мурал са ликом настрадале на једној од стамбених зграда у суботичком насељу Радијалац. Мурал је осликао београдски уметник Андреј Јосифовски, а исписано је и Тијанино име, године рођења и смрти и порука „Почивај у миру“. Графит са њеним ликом, на којем свира виолончело, осликан је и на објекту продавнице „Евас“ из Бајмока, као сећање на младу музичарку. Крајем године, појачано је онлајн деловање с циљем усвајања Тијаниног закона. Дана 26. 12. 2014. покренута је веб сајт, посвећен убијеној, на коме је објављена раније најављена Очева песма Жарка Лаушевића.
Дана 2. јуна 2015. године основана је Фондација „Тијана Јурић”, са задатком да превентивним деловањем и едукацијама побољша безбедност деце и сачува успомена на Тијанин трагично угашен живот.
Филм 48 сати и 1 минут посвећен Тијани Јурић премијерно је приказан марта 2024 у МТС дворани.